# Сент Китс и Невис на Светском првенству у атлетици на отвореном 2019.
Сент Китс и Невис је учествовао на 17. Светском првенству у атлетици на отвореном 2019.  одржаном у Дохи од 27. септембра до 6. октобра седамнаести пут, односно учествовао је на свим првенствима до данас. Репрезентацију Сент Китса и Невиса представљао је 1 такмичар који се такмичио у трци на 100 метара.,.
На овом првенству такмичар Сент Китса и Невиса није освојио ниједну медаљу нити је остварио неки резултат.

## Учесници
Мушкарци:
- Хакем Хугинс — 100 м

## Резултати

### Мушкарци
| Атлетичар    | Дисциплина | Лични рекорд | Предтакмичење | Предтакмичење | Квалификације | Квалификације | Полуфинале           | Полуфинале           | Финале               | Финале       | Детаљи |
| Атлетичар    | Дисциплина | Лични рекорд | Резултат      | Место         | Резултат      | Место         | Резултат             | Место                | Резултат             | Место        | Детаљи |
| ------------ | ---------- | ------------ | ------------- | ------------- | ------------- | ------------- | -------------------- | -------------------- | -------------------- | ------------ | ------ |
| Хакем Хугинс | 100 м      | 10,34        | 10,49 кв      | 2. у гр. 1    | 10,62         | 8. у гр. 4    | Није се квалификовао | Није се квалификовао | Није се квалификовао | 44 / 65 (68) |        |